# Færøernes trafikministre
Samfærdselsministeren (færøsk: landsstýrismaðurin í samferðslumálum) var fra 1968 til 1997 og er igen fra 2015 en ministerpost i Færøernes regering. Før 1968 var sager vedrørende trafikpolitik og infrastruktur integreret i lagmandens ansvarsområde. I en periode i 1970 var det igen lagmand Atli Dam, der havde ansvaret for samfærdsel. I 1997 havnede trafikpolitikken hos Indenrigsministeriet og forblev under dette ministerium, indtil det blev nedlagt i 2013. I september 2015 blev Samfærdselsministeriet genetableret med Henrik Old som minister.
| Periode   | Navn                | Parti                | Ministerium                                               |
| --------- | ------------------- | -------------------- | --------------------------------------------------------- |
| 1968–1970 | Villi Sørensen      | Javnaðarflokkurin    | Samfærdsels- og fiskeriministeriet                        |
| 1970      | Atli Dam            | Javnaðarflokkurin    | Samfærdsels- og fiskeriministeriet                        |
| 1975–1979 | Finnbogi Ísakson    | Tjóðveldisflokkurin  | Skole-, bolig- og samfærdselsministeriet                  |
| 1979–1981 | Hergeir Nielsen     | Tjóðveldisflokkurin  | Samfærdsels- og skoleministeriet                          |
| 1981–1985 | Páll Vang           | Fólkaflokkurin       | Landbrugs-, sundheds-, samfærdsels- og justitsministeriet |
| 1985–1989 | Lasse Klein         | Sjálvstýrisflokkurin | Kultur-, kommunikations- og samfærdselsministeriet        |
| 1989      | Karl Heri Joensen   | Sjálvstýrisflokkurin | Kultur- og samfærdselsministeriet                         |
| 1989–1991 | Jóngerð Purkhús     | Tjóðveldisflokkurin  | Økonomi- og samfærdselsministeriet                        |
| 1991–1993 | Svend Aage Ellefsen | Fólkaflokkurin       | Samfærdsels-, miljø- og energiministeriet                 |
| 1994–1997 | Sámal Petur í Grund | Sjálvstýrisflokkurin | Kommunikations-, kultur-, turisme- og havbrugsministeriet |
| 2015–     | Henrik Old          | Javnaðarflokkurin    | Samfærdselsministeriet                                    |